# 小行星5378
小行星5378（英語：5378 Ellyett）是一颗围绕太阳公转的小行星。1991年4月9日，罗伯特·H·麦克诺特在赛丁泉山发现了此天体。
这颗小行星的绝对星等为206.6270983217946等。